# Digital Love (canção de Digital Farm Animals)
"Digital Love" é uma canção do DJ e produtor musical britânico Digital Farm Animals. Conta com a participação da artista estadunidense Hailee Steinfeld e foi composta por Nicholas Gale, Willem van Hanegem, Daniel Davidsen, James Newman, Daniel Stein, Peter Wallevik e Ward van der Harst, sendo produzida pelo primeiro — com Nicholas Gale sendo creditado como Digital Farm Animals. O seu lançamento ocorreu em 3 de fevereiro de 2017, através da Tim & Danny Music.

## Faixas e formatos
| Download digital |                |         |  |
| N.º              | Título         | Duração |  |
| 1.               | "Digital Love" | 3:00    |  |

## Desempenho nas tabelas musicais

### Posições
| Tabela musical (2017)                 | Melhor posição |
| ------------------------------------- | -------------- |
| Escócia (The Official Charts Company) | 56             |